# غزيك (كاهشنغ)
غزيك (بالفارسية: گزیک) هي مستوطنة تقع في إيران في قسم كاهشنغ الريفي. يقدر عدد سكانها بـ 20 نسمة .